# Stjärnenatt över Rhône

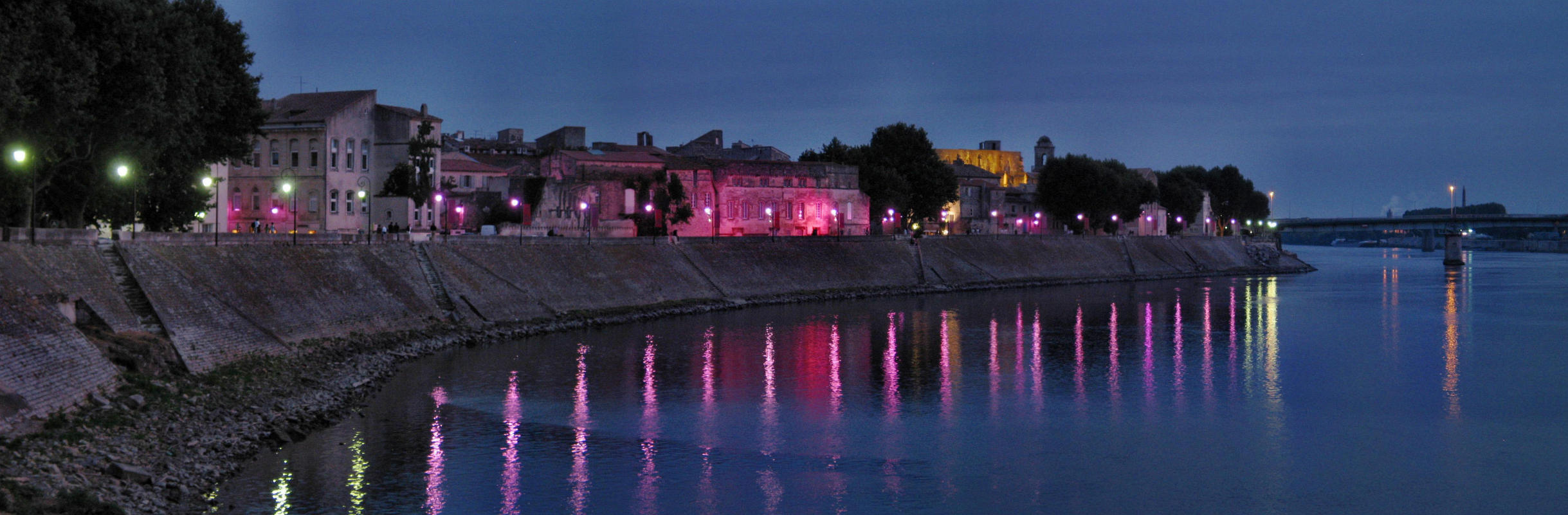
Fotografi från 2008 med samma motiv.

Stjärnenatt över Rhône (franska: Nuit Étoilée sur le Rhône) är en oljemålning av den nederländske konstnären Vincent van Gogh från 1888. Målningen är idag utställd på Musée d'Orsay i Paris. 
Målningen visar floden Rhône där den rinner igenom den sydfranska staden Arles. På natthimlen syns Stora Björn. I februari 1888 bosatte sig van Gogh i Gula huset i Arles, nära den plats där van Gogh funnit motivet för "Stjärnenatt över Rhône". I Arles åstadkom van Gogh en ofattbart omfattande och mångfasetterad skatt av målningar. Samma natthimmel kan ses i målningar som Trottoarkaféet och Stjärnenatt. Den senare tillkom dock året därpå när van Gogh, efter sitt mentala sammanbrott och bråk med Paul Gauguin, flyttat till sjukhuset i det närbelägna Saint-Rémy-de-Provence.  

## Relaterade målningar

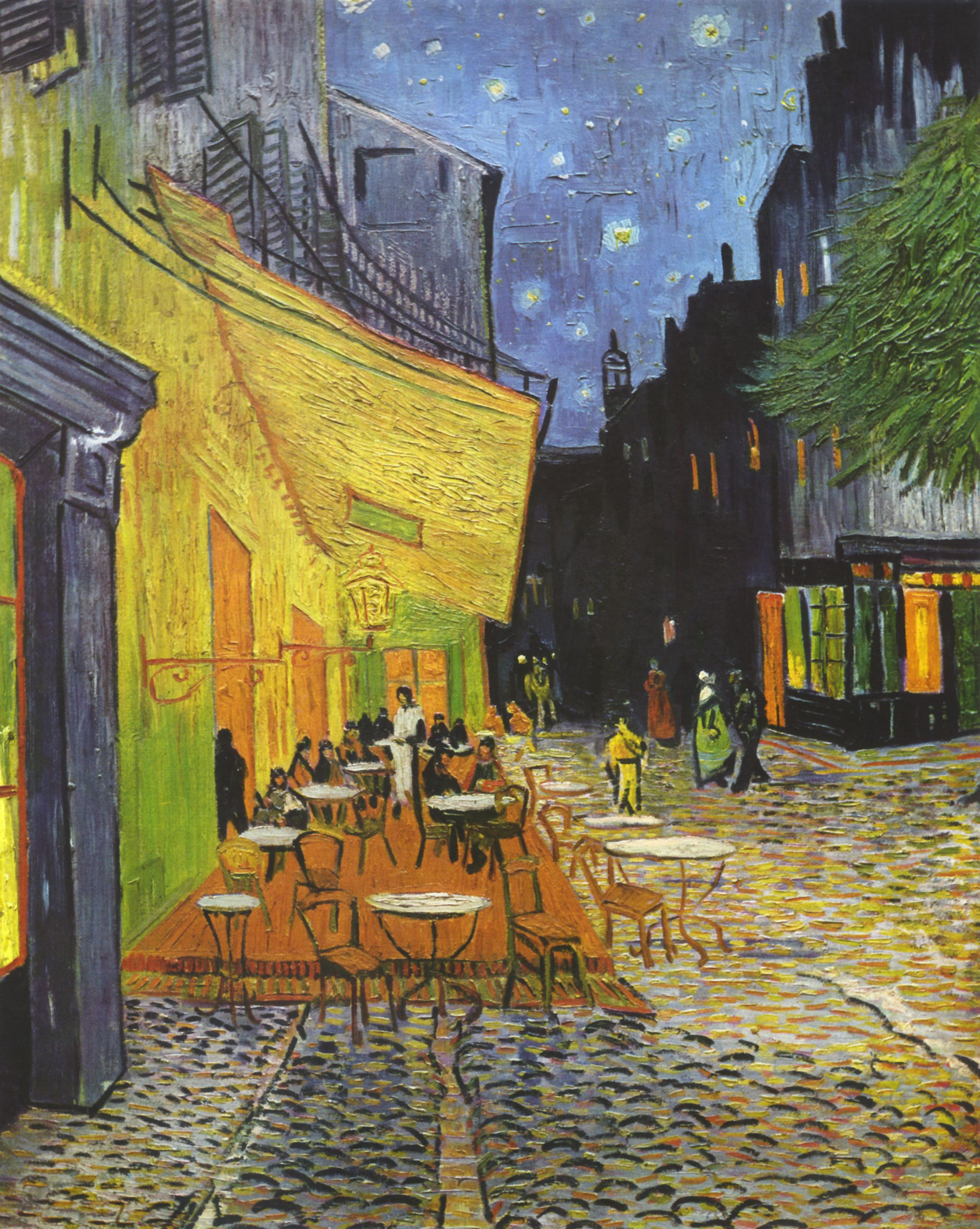
Trottoarkaféet (1888)
Stjärnenatt (1889)